# 萌木原文武
萌木原文武（9月28日—），是日本漫畫家、同人誌作家及遊戲原畫家，出身於青森縣。2005年加入新成立的Lump of Sugar。

## 主要作品

### 遊戲
- Purism×Egoist（同人遊戲原畫）
- univ ～戀愛，要開始了～（部份原畫）
- univ ～戀愛，交給我吧～（部份原畫）
- Moldavite（部份原畫）
- Platinum Wind（原畫）
- Nursery Rhyme（原畫）
- 何時到達那片天空（いつか、届く、あの空に。）（原畫）
- Sugar Pot!（しゅが☆ぽ!）（原畫）
- 遊魂 -Kiss on my Deity-（タユタマ -Kiss on my Deity-）（原畫）
- 遊魂 -It's happy days-（タユタマ -It's happy days-）（原畫）
- Hello,Good-bye（原畫）
- 花色溫泉鄉（花色ヘプタグラム）（原畫）
- 在世界與世界的中心（世界と世界の真ん中で）（原畫）
- 命運線上的φ（運命線上のφ）（原畫）
- 戀想關係（恋想リレーション）（原畫）
- 孩子的遊戲（コドモノアソビ）（部份原畫）
- 遊魂2 -you're the only one-（タユタマ2 -you're the only one-）（原畫）
- 遊魂2 -After Stories-（タユタマ2 -After Stories-）（原畫）
- 緣染此葉化戀紅（原畫）
- 若葉色的四重奏（原畫）
- （原畫）
- 琉璃樱（原畫）
- 雪境迷途遇仙踪（原畫）
- 真愿朦幻馆〜在时间暂停的洋馆里追寻明天的羔羊们〜（原画）
- 炼爱秘仪（原画）
- 獻給蔚藍之海的新娘（原画）

### 輕小說
- ピリオドからはじまる魔導機書（插畫）

### 畫集
- 萌木原ふみたけ画集 -Lyrical-

## 外部連結
- ZIPPERSROOM （页面存档备份，存于）個人網站（日語）
- 萌木原文武的X（前Twitter）（日語）